# برد برد (کارگردان)
فیلیپ برَدلی "برَد" بِرد (انگلیسی: Phillip Bradley "Brad" Bird؛ زادهٔ ۲۴ سپتامبر ۱۹۵۷) فیلم‌نامه‌نویس، کارگردان، تهیه‌کننده و انیماتور اهل ایالات متحده آمریکا است. وی از سال ۱۹۷۹ میلادی تاکنون مشغول فعالیت بوده‌است.
از فیلم‌های وی می‌توان به شگفت‌انگیزان، راتاتویی، مأموریت: غیرممکن - پروتکل شبح، سگ خانواده و سیمپسون‌ها و شگفت‌انگیزان ۲ اشاره کرد.

## بخشی از فیلم‌شناسی
از فیلم‌ها یا برنامه‌های تلویزیونی که وی در آن نقش داشته‌است می‌توان به آثار زیر اشاره کرد.
| سال  | عنوان                         | کارگردان | فیلم‌نامه‌نویس | تهیه‌کننده | صداپیشه    | انیماتور   | نقش صدا                           | توضیح                                                         |
| ---- | ----------------------------- | -------- | ------------ | --------- | ---------- | ---------- | --------------------------------- | ------------------------------------------------------------- |
| ۱۹۸۰ | Animalympics                  | نه       | نه           | نه        | نه         | آری        |                                   |                                                               |
| ۱۹۸۱ | روباه و سگ شکاری              | نه       | نه           | نه        | نه         | Uncredited |                                   |                                                               |
| ۱۹۸۲ | The Plague Dogs               | نه       | نه           | نه        | نه         | آری        |                                   |                                                               |
| ۱۹۸۵ | دیگ سیاه                      | نه       | نه           | نه        | نه         | Uncredited |                                   |                                                               |
| ۱۹۸۷ | Batteries Not Included        | نه       | آری          | نه        | نه         | نه         |                                   |                                                               |
| ۱۹۹۹ | غول آهنی                      | آری      | Story        | نه        | Additional | Additional | Singer: "Duck and Cover" sequence | Feature directorial debut Animator on Hogarth drinking اسپرسو |
| ۲۰۰۴ | شگفت‌انگیزان                   | آری      | آری          | نه        | آری        | نه         | Edna Mode (E)                     |                                                               |
| ۲۰۰۷ | راتاتویی                      | آری      | آری          | نه        | آری        | نه         | Ambrister Minion                  |                                                               |
| ۲۰۱۱ | مأموریت: غیرممکن - پروتکل شبح | آری      | نه           | نه        | نه         | نه         |                                   |                                                               |
| ۲۰۱۵ | سرزمین فردا                   | آری      | آری          | آری       | نه         | نه         |                                   | Logos Designer                                                |
| ۲۰۱۵ | دنیای ژوراسیک                 | نه       | نه           | نه        | آری        | نه         | Monorail Announcer                |                                                               |
| ۲۰۱۸ | شگفت‌انگیزان ۲                 | آری      | آری          | نه        | آری        | نه         | Edna Mode (E)/Additional Voices   | Song Lyrics: "Frozone" Senior Creative Team                   |